# 김성만 가옥
김성만 가옥(金成萬 家屋)은 대한민국 전북특별자치도 장수군 산서면에 있는 건축물이다. 1986년 9월 8일 전라북도의 문화재자료 제120호로 지정되었으나, 안채가 화재로 소실되어 1994년 8월 10일 문화재 지정이 해제되었고, 남아있는 사랑채, 곳간채, 문간채가 2015년 6월 3일 장수군의 향토문화유산(민속문화유산) 제1호로 지정되었다.

## 개요
1961년에 건축되어 안채, 사랑채, 곳간채, 대문채로 되어 있다. 안채는 1921년에 지어진 8작 5간으로 오량 한와집이다. 사랑채는 4간 오량 한와, 곳간채는 3간에 방주판자벽이며 믿도리 한와 삼량집으로 되어 있고, 대문은 소슬문 3간 굳도리 3간 한와로 구성되어 가옥 전체가 비교적 잘 조화되어 있다. 1993년 안채가 화재로 소실되어 전라북도 문화재자료 지정이 해제되었다.
본래 안채와 사랑채는 담장으로 구분하고 중문을 통해 진입하였으나 담장과 중문은 멸실된 상태이다. 현재 남아있는 사랑채, 곳간채, 문간채도 충분한 건축적 가치가 있어 장수군의 민속문화유산 제1호로 지정되었다.

## 향토문화유산 지정 사유
장수군 지역의 건축물 변화양상을 잘 보여주는 건축물로서 문화재로 지정하여 보존 관리할 필요성이 높다.
건축물로서의 가치와 함께 배향된 인물 등의 역사적 가치 평가, 후손들의 보호의지 등이 높아 장수군 향토문화유산으로 지정하여 관리 보존할 필요성이 높다.

## 참고 자료
- 김성만 가옥 - 장수군청, 문화관광